# Piletocera hemiphaealis
Piletocera hemiphaealis is een vlinder van de familie van de grasmotten (Crambidae). De wetenschappelijke naam van deze soort is voor het eerst voorgesteld als Bradina hemiphaealis door George Francis Hampson in een publicatie uit 1907.
De soort komt voor in Kenia en Madagaskar.